# Чеховское муниципальное образование
Че́ховское муниципа́льное образова́ние — муниципальное образование со статусом сельского поселения в Нижнеудинском районе Иркутской области России.
Административный центр — село Чехово.

## Население
| 2010 | 2011 | 2012 | 2013 | 2014 | 2015 | 2016 |
| ---- | ---- | ---- | ---- | ---- | ---- | ---- |
| 421  | ↘420 | ↘410 | ↘401 | ↘386 | ↘381 | ↘372 |
| 2017 |      |      |      |      |      |      |
| ↘365 |      |      |      |      |      |      |

## Состав сельского поселения
| № | Населённый пункт | Тип населённого пункта       | Население |
| - | ---------------- | ---------------------------- | --------- |
| 1 | Волчий Брод      | деревня                      | ↘25       |
| 2 | Катын            | деревня                      | ↗51       |
| 3 | Кургатей         | деревня                      | ↗108      |
| 4 | Мунтубулук       | деревня                      | →36       |
| 5 | Чехово           | село, административный центр | ↘190      |